# Campeonato Árabe de Futebol Sub-18 de 2014
Campeonato Árabe de Futebol Sub-18 de 2014 é a terceira edição do torneio de futebol entre os países árabes, que foi criado para ser disputado em junho, organizada pelo Qatar, mas depois foi adido para dezembro de 2014 devido a ser disputado nos mesmos meses da Copa do Mundo FIFA de 2014.

## Participantes
Oito equipes entraram no torneio, a ser disputado em dois grupos de quatro, definidas em 29 de abril de 2014, em Doha.
| - Djibouti - Iraque - Líbano - Mauritânia | - Catar (Anfitriões) - Arábia Saudita - Sudão - Tunísia |  |